# Петачато
Петача̀то (на италиански: Petacciato) е малко градче и община в Централна Италия, провинция Кампобасо, регион Молизе. Разположено е на 225 m надморска височина. Населението на общината е 3656 души (към 2010 г.).